# Avricourt (Meurthe-et-Moselle)
Avricourt é uma comuna francesa na região administrativa de Grande Leste, no departamento de Meurthe-et-Moselle. Estende-se por uma área de 2,25 km². Em 2010 a comuna tinha 389 habitantes (densidade: 172,9 hab./km²).